# キャンディ・ステイトン
キャンディ・ステイトン（Candi Staton、1940年3月13日 - ）は、アメリカ合衆国南部アラバマ州出身のソウル歌手である。1970年にリック・ホールのフェイム・レコードから「Stand By Your Man」を発表した。
1970年代にワーナーへ移籍し、「Young Hearts Run Free」をヒットさせている。

## 来歴

### 幼少期と初期のキャリア
ステイトンと彼女の姉マギーはアラバマ州ハンスヴィルに生まれ、11歳か12歳の頃、ジュウェル・クリスチャン・アカデミーに通学するためにテネシー州ナッシュビルに送り出された。学校でステイトンのボーカルの能力は程なくして同級生や学校の牧師の目に留まることとなった。彼女の歌声に驚いた牧師は、彼女と姉に、3人目のメンバーとしてネイオミ・ハリソンを加えジュウェル・ゴスペル・トリオを結成させた。彼女たちはまだ10代だった1950年代に、ソウル・スターラーズ、C・L・フランクリン、マヘリア・ジャクソンらとともに、トラディショナルなゴスペル・サーキットをツアーをして回った。彼女たちは1950年代にナッシュボロ・レコードからいくつかのシングルをリリースしたのを始め、1960年代に入ってからはサヴォイ、アラディンからもレコードを出している。

### ソロ・キャリア
1968年、クラレンス・カーターがステイトンをリック・ホールに紹介したことにより、サザン・ソウル・アーティストとして、彼女は出発を切ることとなった。ホールのフェイム・スタジオでレコーディングした楽曲の16曲がR&Bチャート入りのヒットとなった。彼女の歌ったR&B色の「Stand By Your Man」、「In The Ghetto」はグラミー賞にもノミネートされており、彼女は「サザン・ソウルのファースト・レディ」と称されるようになった。ステイトンは、また1972年9月23日（シーズン2、エピソード1）の「 ソウル・トレイン」に出演している。
1976年、ステイトンはプロデューサーのデイヴ・クロフォードと仕事をするようになり、「Young Hearts Run Free」などのディスコの楽曲を手掛けるようになった。この曲は、米国R&Bチャート1位、英国シングル・チャートの2位を記録し、1976年の夏には米国のBillboard Hot 100でもトップ20に食い込むヒットとなった。この曲はリミックスしたものが1986年に再発され、英国でトップ50入りをしている。これに続く楽曲「Destiny」は英国でトップ50のヒットとなり、「Nights on Broadway」の彼女のバージョンは、1977年に英国チャートの6位となっている。1978年リリースのアルバム『House Of Love』からは、英国で「Honest I Do Love You」が48位を記録、「Victim」は米国R&Bチャート17位、ダンス・クラブ・チャートの3位のヒットとなった。1979年のアルバム『Chance』からは「When You Wake Up Tomorrow」とタイトル曲「Chance」の2曲がシングル・カットされ、後者はR&Bチャートの16位、前者はダンス・クラブ・チャートの3位を記録している。1982年、エルヴィス・プレスリーのカバー「Suspicious Minds」で再び英国チャート入りしている（最高位31位）.。
1982年、ステイトンはゴスペルに回帰した。彼女は伝道師のジム&タミー・フェイ・ベイカーのPTLミニストリーズの支援を受け、当時の夫ジョン・サスウェルとともに、アトランタにベラカ・ミニストリーズを設立した。その後ステイトンは12枚のゴスペル・アルバムをリリースしており、そのうち2枚でグラミー賞のノミネーションを受けている。ステイトンは、国連の「アパルトヘイト下南アフリカでパフォーマンスを行なったエンタテイナー、俳優等のリスト」にその名前が含まれている。

### 後年
1991年、ステイトンはザ・ソースの「You Got The Love」のボーカルを担当し、これがヒットしたことにより英国のポップ・チャートに返り咲いた。
2004年、英国のレコードレーベル、オネスト・ジョンズが彼女のフェイム時代のソウル音源を収録したコンピレーション・アルバム『Candi Staton』をリリースした。2006年には、ステイトンは同レーベルからソウルの新録アルバム『His Hands』をリリースしている。ここでは、ラムチョップのマーク・ネヴァーズがプロデュースを担当し、ウィル・オールダムがタイトル曲を書いている。また、ステイトンの2人の子息、カサンドラ・ウィリアムズ・ハイタワー（バック・ボーカル）とマーカス・ウィリアムズ（ドラムス）も参加した。2009年には、オネスト・ジョンズからの2枚目のスタジオ・アルバム『Who's Hurting Now?』がリリースされた。2014年のアルバム『Life Happens』では、久々にリック・ホールがプロデューサーとして参加している。冒頭のトラック「I Ain't Easy To Love」では、ジェイソン・イズベルと元ザ・シヴィル・ウォーズのジョン・ポール・ホワイトをフィーチャーしている。ステイトンは彼らとともにレイト・ショー・ウィズ・デイヴィッド・レターマンに出演し、この曲を披露した。また、キリスト教のテレビ放送局TBN(Trinity Broadcast Network)では、ステイトンの番組「New Direction」が放送されていた。
ステイトンは、伝道師ポール・クラウチと妻のジャン・クラウチがホスト役のTBNの番組「Praise The Lord（主を称えよ）」へ出演した他、ロバート・ティルトンの番組「Success-N-Life」でもレギュラーで出演をしていた。
2018年8月、アルバム『Unstoppable』をリリース。これはレトロなサイケデリックR&Bプロジェクトとの触れ込みであった。NPRの音楽ジャーナリスト、アリソン・フェンスターストックは次のように本作を評している。「学びを得た大人の女性だけが持ち合わせている、ストレートな自信と魂を揺さぶる力強さを感じさせる。ステイトンは多様な人生を歩んで来た。クリエーターとしてグラミー賞に4度ノミネートされ、クリスチャン音楽の殿堂入りを果たした彼女は、ソウル、R&B、ゴスペル、ディスコ、さらにはEDMといったジャンルを股に掛けた活動の後、ベテランとして原点に立ち返ったのだ。」

## 私生活
ステイトンは6回の結婚を経験し、5人の子供がいる。最初の夫はペンテコステ派の牧師のジョー・ウィリアムズで、1960年に結婚し1968年に離婚するまでの間に4人の子供（マーカス・ウィリアムズ、マーセル・ウィリアムズ、テリー・ウィリアムズ、カサンドラ・ウィリアムズ・ハイタワー）が生まれた。1970年には、ステイトンはシンガーのクラレンス・カーターと結婚。2人の間には1人の子供、クラレンス・カーター・ジュニアがいる。彼らは1973年に離婚した。ステイトンは続いて当時のマネージャーのジミー・ジェイムズと1974年に結婚したが1977年に離婚している。1980年に彼女はアッシュフォード&シンプソンだったジョン・サスウェル結婚。彼らの結婚生活は18年続いたものの、1998年に離婚した。2010年から2012年までの間、ステイトンは元プロ野球選手のオーティス・ニクソンと結婚していた。彼女の現在の夫は、2017年に結婚したヘンリー・クーパーである。
2018年10月30日、ステイトンは乳癌と診断されたことを発表した。彼女は現在ジョージア州アトランタ在住である。

## 来日公演
ステイトンは、ビルボードライブの招聘により、2012年、2014年の2度来日をしている。日程は以下の通りである：

### 2012年
- 6月30日（土） 18:00/21:00 ビルボードライブ東京
- 7月1日（日） 16:30/19:30 ビルボードライブ東京[18]

### 2014年
- 10月4日（土） 18:00/21:00 ビルボードライブ東京
- 10月5日（日） 16:30/19:30 ビルボードライブ東京
- 10月7日（火） 18:30/21:30 ビルボードライブ大阪[19]

## ディスコグラフィー

### オリジナル・アルバム
- 1970年『I'm Just Your Prisoner』(Fame)
- 1971年『Stand By Your Man』(Fame)
- 1972年『Candi Staton』(Fame)
- 1974年『Candi』(Warner Bros.)
- 1976年『Young Hearts Run Free』(Warner Bros.)
- 1977年『Music Speaks Louder Than Words』(Warner Bros.)
- 1978年『House Of Love』(Warner Bros.)
- 1979年『Chance』(Warner Bros.)
- 1980年『Candi Staton』(Warner Bros.)
- 1982年『Nightlites』(Sugar Hill)
- 1983年『Make Me An Istrument』(Beracah)
- 1985年『The Anointing』(Beracah)
- 1986年『Tell It Like It Is』(Stateside)
- 1987年『Sing A Song』(Beracah)
- 1988年『Love Lifted Me』(Beracah)
- 1989年『Stand Up And Be A Witness』(Blue Moon)
- 1991年『Standing On The Promises』(Beracah)
- 1993年『I Give You Praise』(Beracah)
- 1995年『It's Time!』(Beracah)
- 1997年『Cover Me』(CGI/Beracah)
- 1999年『Outside In』(React)
- 2000年『Here's A Blessing』(Beracah)
- 2001年『Christmas In My Heart』(Beracah)
- 2002年『Proverbs 31 Woman』(Lightyear)
- 2006年『His Hands』(Honest Jon's)
- 2008年『Who's Hurting Now?』(Honest Jon's)
- 2008年『I Will Sing My Praise To You』(Beracah)
- 2014年『Life Happens』(Beracah/Fame)
- 2016年『It's Time To Be Free』(Beracah)
- 2018年『Unstoppable』(Beracah/Thirty Tigers)
- 2025年『Back To My Roots』(Beracah)

### コンピレーション・アルバム
- 1995年『The Best Of Candi Staton』(Warner Bros.) ※ワーナー音源
- 2004年『Candi Staton』(Honest Jon's) ※フェイム音源
- 2006年『The Ultimate Gospel Collection』(Shanachie) ※1980年代以降のゴスペル曲集
- 2012年『Evidence: The Complete Fame Records Masters』(Ace) ※フェイム音源